# Den
Den (in egizio D n; ... – 2995 a.C.) è stato un faraone egizio appartenente alla I dinastia.
|         |
| \| \|   |
|         |
| d · N35 |

| d · N35 |

|         |
| \| \|   |
|         |
| d · N35 |

| d · N35 |

|         |
| \| \|   |
|         |
| d · N35 |

| d · N35 |

|         |
| \| \|   |
|         |
| d · N35 |

| d · N35 |

## Biografia
Il nome di questo sovrano, così come compare nelle liste reali, è probabilmente dovuto ad una lettura scorretta del nebti.
Durante il suo regno compaiono, nella titolatura, due elementi che in seguito diverranno tipici della sovranità: uno è la cosiddetta doppia corona (nebti, le due Signore (Le due Potenti) e l'altra è un titolo il cui significato letterale è Colui che appartiene al giunco ed all'ape ma che in effetti significa Re dell'Alto e Basso Egitto.
Sugli avvenimenti del suo regno abbiamo informazioni dalla Pietra di Palermo e da alcune tavolette d'avorio rinvenute a Saqqara ed Abido.
Appena salito al trono, probabilmente, dovette contrastare le ambizioni degli alti funzionari di corte favoriti durante la reggenza della madre Mer(it)neith.

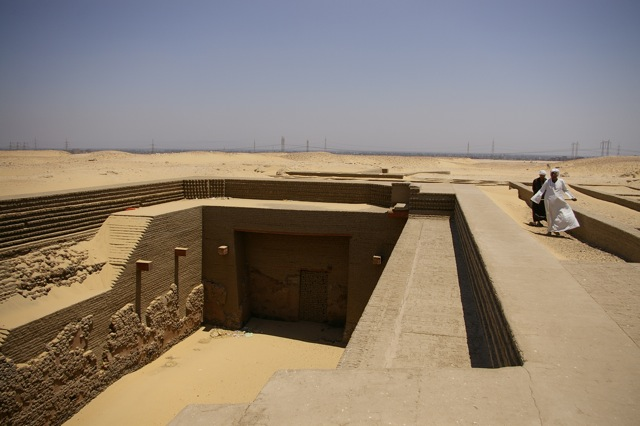
Ricostruzione dell'ingresso della tomba di Den. Necropoli di Umm el Qa'ab

Den inaugurò una politica conciliante verso le province del Delta creando per la loro amministrazione un apposito ufficio.
Nel 30º anno del suo regno il faraone celebrò la sua prima festa Sed.
Nel suo 32º anno di regno è menzionato lo scavo di un canale, atto che forse indica l'inizio di una politica di regolamentazione delle acque del Nilo, primo avvenimento di questo tipo in Egitto.
L'epiteto "uomo del deserto" potrebbe essere stato assunto al ritorno da una vittoriosa spedizione nella desertica Penisola del Sinai del cui bottino avrebbero anche fatto parte alcune fanciulle destinate all'harem reale.
Come altri sovrani di questa dinastia Den possedette due tombe: una ad Abido ed una a Saqqara.
Regina principale di Den fu Seshemetka che fu anche madre del successore sul trono, altre 2 mogli furono Semat e Serethor .
Den fu sepolto nella necropoli di Umm el-Qa'ab, nei pressi di Abido, nella tomba identificata come T. A questo sovrano è anche attribuito un cenotafio, identificato come tomba 3035, nella necropoli di Saqqara.

## Liste reali
| N24 | N24 |

| N24 | N24 |

| N24 | N24 |

| N24 | N24 |

| N24 | N24 |

| N24 | N24 |

| N24 | N24 |

| N24 | N24 |

|  | \| \| \| \| \| \| |
|  |                   |
|  |                   |
|  |                   |

|  |
|  |
|  |

| Aa8 · t · Z4 |

| Aa8 · t · Z4 |

| Aa8 · t · Z4 |

| Aa8 · t · Z4 |

| Aa8 · t · Z4 |

| Aa8 · t · Z4 |

| Aa8 · t · Z4 |

| Aa8 · t · Z4 |

## Titolatura
| G5 |

| G5 |

| d · n |

| d · n |

| d · n |

| d · n |

| d · n |

| d · n |

| d · n |

| d · n |

| G16 |

| G16 |

| N25 · N25 | t |

| N25 · N25 | t |

| G8 |

| G8 |

| I12 · S12 | V9 |

| I12 · S12 | V9 |

| M23 · X1 | L2 · X1 |

| M23 · X1 | L2 · X1 |

| Aa8 · t | Z4 | N25 |

| Aa8 · t | Z4 | N25 |

| Aa8 · t | Z4 | N25 |

| Aa8 · t | Z4 | N25 |

| Aa8 · t | Z4 | N25 |

| Aa8 · t | Z4 | N25 |

| Aa8 · t | Z4 | N25 |

| Aa8 · t | Z4 | N25 |

| G39 | N5 |

| G39 | N5 |

|                   | \| \| \| Non ancora in uso \| \| \| |
|                   |                                     |
| Non ancora in uso |                                     |
|                   |                                     |

|                   |
| Non ancora in uso |
|                   |

## Altre datazioni
| Autore           | datazione             |
| ---------------- | --------------------- |
| Krauss/Schneider | 2930 a.C. - 2910 a.C. |
| von Beckerath    | 2914 a.C.-2867 a.C.   |
| Malek            | 2879 a.C. - 2832 a.C. |